# Одесская национальная музыкальная академия имени А. В. Неждановой
Одесская национальная музыкальная академия им. А. В. Неждановой (укр. Одеська національна музична академія імені А. В. Нежданової) — высшее государственное музыкальное учебное заведение Украины IV степени аккредитации. Является членом Ассоциации Европейских музыкальных академий.

## История
Консерватория была основана в 1913 г. на базе Одесского музыкального училища на пожертвования председателя Дирекции Одесского отделения ИРМО В. А. Орлова и других членов отделения. Основателем и первым директором был выдающийся композитор и педагог В. И. Малишевский.
В 1950 г. Одесской консерватории было присвоено имя выдающейся певицы А. В. Неждановой. В 2002 г. решением Кабинета Министров Украины переименована в Одесскую государственную музыкальную академию имени А. В. Неждановой. 8 мая 2012 года указом Президента Украины академии предоставлен статус национальной.

## Руководители консерватории
- Малишевский, Витольд Осипович (1913—1921), основатель и первый директор консерватории
- Столяров, Григорий Арнольдович (1923—1929)
- Чернятинский, Николай Николаевич (1941—1944)
- Данькевич, Константин Федорович (1944—1951)
- Орфеев, Серафим Дмитриевич (1951—1962)
- Повзун, Василий Петрович (1962—1968)
- Манилов, Александр Григорьевич (1968—1971)
- Шип, Василий Иванович (1971—1984)
- Огренич, Николай Леонидович (1984—1999)
- Сокол, Александр Викторович (2000—2018)
- Олейник, Александр Леонидович (с 2018 г.)

## Известные преподаватели
- Ассеев, Игорь Михайлович
- Благовидова, Ольга Николаевна
- Вилинский, Николай Николаевич
- Гинзбург, Людмила Наумовна
- Загрецкий, Дмитрий Станиславович
- Красотов, Александр Александрович
- Лалевич, Ежи
- Перельман, Леонид Соломонович
- Перман, Иосиф Вячеславович
- Пигров, Константин Константинович
- Рейнгбальд, Берта Михайловна
- Рихтер, Теофил Данилович
- Старкова, Мария Митрофановна
- Столярский, Петр Соломонович
- Притула, Дмитрий Борисович
- Лисица, Владимир Александрович
- Черноус, Павел Васильевич
- Карауловский Николай Иванович

## Руководство в настоящее время
- Олейник, Александр Леонидович — ректор (с 2018 г.), кандидат искусствоведения, и. о. профессора, голова Ученого совета, заслуженный артист Украины.

- Оганезова-Григоренко Ольга Вадимовна - профессор, доктор наук, народная артистка Украины, проректор по учебной и научно-педагогической работе.

- Самойленко, Александра Ивановна — проректор по научной работе, доктор искусствоведения, профессор, заведующая кафедрой истории музыки и музыкальной этнографии.

- Черняева Ирина Анатольевна - кандидат филологических наук, доцент, проректор по научно-педагогической, организационно-воспитательной работе и международным связям, член Ученого совета.

- Хиль Елена Михайловна - доцент, кандидат искусствоведения, член Ученого совета, проректор с научно-педагогической работы и информационно-инновационной деятельности.
- Еременко Ирина Геннадиевна - проректор по административно-хозяйственной части.

## Учебная структура
В настоящее время в ОНМА им. А. В. Неждановой существуют следующие специализации :
- Фортепиано, орган;
- Оркестровые струнные инструменты (скрипка, альт, виолончель, контрабас, арфа);
- Оркестровые духовые и ударные инструменты (флейта, гобой, кларнет, фагот, саксофон, валторна, труба, тромбон, туба, ударные инструменты);
- Народные инструменты (баян, аккордеон, домра, балалайка, бандура, гитара);
- Хоровое дирижирование;
- Музыковедение
- Вокал;
- Оперно-симфоническое дирижирование;
- Композиция
- Музыкальная культурология

В состав Консерватории также входят аспирантура и ассистентура-стажировка, оперная студия, подготовительное отделение.